# The Orville
The Orville è una serie televisiva statunitense creata da Seth MacFarlane per Fox e trasmessa dal 10 settembre 2017. Dalla terza stagione la serie cambia titolo in The Orville: New Horizons e viene distribuita negli Stati Uniti dalla piattaforma streaming Hulu.
La serie, ambientata quattrocento anni nel futuro a bordo dell'astronave USS Orville, ha come protagonista MacFarlane nei panni del capitano Ed Mercer, che si ritrova al comando di un equipaggio di cui fa parte anche la sua ex-moglie, interpretata da Adrianne Palicki. Fanno parte del cast principale anche Penny Johnson Jerald, Scott Grimes, Peter Macon, Halston Sage, J. Lee e Mark Jackson.
Nel 2018 The Orville si è aggiudicata un Saturn Award come miglior serie televisiva di fantascienza.

## Trama
La serie segue le avventure della USS Orville, guidata da Ed Mercer, da poco divorziato e per la prima volta al comando di una nave spaziale, il quale vuole dimostrare a tutti il suo valore, ma il compito è complicato dall'arrivo della sua ex-moglie, Kelly (che si propose apposta) assegnata proprio alla Orville come Primo ufficiale.

## Episodi
| Stagione         | Episodi | Prima TV USA | Prima TV Italia |
| ---------------- | ------- | ------------ | --------------- |
| Prima stagione   | 12      | 2017         | 2018            |
| Seconda stagione | 14      | 2018-2019    | 2019            |
| Terza stagione   | 10      | 2022         | 2022            |

## Personaggi e interpreti

### Personaggi principali
- Ed Mercer (stagione 1-3), interpretato da Seth MacFarlane, doppiato da Stefano Crescentini.
Capitano della USS Orville.
- Kelly Grayson (stagione 1-3), interpretata da Adrianne Palicki, doppiata da Elena Perino.
Primo ufficiale della Orville ed ex-moglie di Ed.
- Dr. Claire Finn (stagione 1-3), interpretata da Penny Johnson Jerald, doppiata da Sabrina Duranti.
Medico di bordo della Orville.
- Gordon Malloy (stagione 1-3), interpretato da Scott Grimes, doppiato da David Chevalier.
È il timoniere della Orville e miglior amico di Ed.
- Bortus (stagione 1-3), interpretato da Peter Macon: doppiato da Simone Mori.
Secondo ufficiale della Orville. È un moclan.
- Alara Kitan (stagione 1-2), interpretata da Halston Sage, doppiata da Joy Saltarelli.
Tenente xelayana inesperta che si occupa della sicurezza della Orville.
- John LaMarr (stagione 1-3), interpretato da J. Lee, doppiato da Simone Crisari.
È il navigatore di bordo della Orville e anche capo ingegnere.
- Isaac (stagione 1-3), interpretato da Mark Jackson, doppiato da Emiliano Reggente.
Una forma di vita artificiale che crede che le forme di vita biologiche siano inferiori. È del pianeta Kaylon.
- Talla Keyali (stagione 2-3), interpretata da Jessica Szohr, doppiata da Perla Liberatori.
È tenente e il secondo capo della sicurezza Xelayan della nave, sostituisce Alara Kitan dopo le sue dimissioni.
- Charly Burke (stagione 3), interpretata da Anne Winters, doppiata da Serena Stollo.
È la nuova guardiamarina della Orville.

### Personaggi ricorrenti
- Klyden, interpretato da Chad Coleman
- Yaphit, doppiato da Norm MacDonald nella versione originale e da Gianni Bersanetti nella versione italiana: una creatura gelatinosa.
- Steve Newton, interpretato da Larry Joe Campbell, doppiato da Luigi Ferraro.
- Ammiraglio Halsey, interpretato da Victor Garber, doppiato da Ambrogio Colombo.
- Dr. Aronov, interpretato da Brian George
- Marcus Finn, interpretato da BJ Tanner.
È il figlio maggiore della dottoressa Claire Finn.
- Ty Finn, interpretato da Kai Di'Nilo Wener.
È il figlio minore della dottoressa Claire Finn.
- Rachael MacFarlane dà voce in originale al computer della Orville.

### Guest star
- Pria Lavesque, interpretata da Charlize Theron, doppiata da Claudia Catani.
Una mercenaria per dei collezionisti di merce.
- Jeannie Mercer, interpretata da Holland Taylor.
Madre del capitano Ed Mercer.
- Ben Mercer, interpretato da Jeffrey Tambor, doppiato da Michele Kalamera.
Padre del capitano Ed Mercer.
- Hamelac, interpretato da Robert Knepper, doppiato da Loris Loddi.
- Doral, interpretato da Liam Neeson, doppiato da Alessandro Rossi.
- Durilio, interpretato da Rob Lowe.
- Ildis Kitan, interpretato da Robert Picardo.
È il padre di Alara Kitan.

## Specie, luoghi e mezzi
Le specie aliene presenti nella serie sono:
- Moclan
- Kaylon
- Xelayan
- Krill
- Chak'tal
- Regoriani
- Calivon
- Nyxiani

L'Unione Planetaria (in inglese Planetary Union) è un'organizzazione fittizia militare. È governata ed amministrata dal Consiglio dell'Unione Planetaria (Planetary Union Council) e si trova nella sede immaginaria della Centrale dell'Unione Planetaria (Planetary Union Central).
L'USS Orville (ECV-197) è l'astronave protagonista della serie.

## Produzione
Seth MacFarlane originariamente scrisse The Orville come una sceneggiatura speculativa e la Fox ne ordinò 13 episodi il 4 maggio 2016. È un nuovo progetto ideato, interpretato e prodotto da MacFarlane. Inoltre si tratta della sua prima serie televisiva live action, e del suo primo ruolo da protagonista in una serie live action. Il nome della nave che dà il titolo alla serie è in onore di Orville Wright che assieme al fratello Wilbur creò il primo prototipo volante di aeroplano.
Secondo MacFarlane, la serie è ispirata a Star Trek e Ai confini della realtà. MacFarlane fu incoraggiato a vendere la serie dal successo di Guardiani della Galassia e Deadpool.
Il 2 novembre 2017, la serie viene rinnovata per una seconda stagione, che in italia sarà nuovamente trasmessa in esclusiva dai canali Fox.
L'11 maggio 2019 Fox ha rinnovato la serie per la terza stagione.

### Casting
Nel luglio 2016 Adrianne Palicki si unì al cast nel ruolo di Kelly Grayson, ex-moglie del personaggio di MacFarlane e Scott Grimes entrò nel cast nel ruolo del migliore amico di MacFarlane. Nell'agosto 2016 si unirono al cast Peter Macon e J. Lee. Nell'ottobre 2016 entrarono nel cast Halston Sage e Penny Johnson Jerald. Nel dicembre 2016 si unì al cast Mark Jackson. Nell'aprile 2017 venne annunciato che Chad Coleman avrebbe fatto parte del cast principale.
Il 20 luglio 2019, MacFarlane ha annunciato che la terza stagione della serie sarebbe stata distribuita da Hulu.
Il 23 settembre 2021, Hulu, attraverso un teaser, ha annunciato che la terza stagione della serie, chiamata The Orville: New Horizons, debutterà negli Stati Uniti il 10 marzo 2022.

### Riprese
L'episodio pilota, diretto da Jon Favreau, venne girato nell'autunno 2016, mentre la produzione degli altri episodi cominciò nella primavera 2017.

## Distribuzione
La serie ha debuttato il 10 settembre 2017 negli Stati Uniti d'America sul canale satellitare Fox, dove vengono trasmesse le prime due stagioni. La terza stagione sarà distribuita da Hulu a partire dal 2 giugno 2022. Il 10 agosto 2022, le prime tre stagioni verranno rese disponibili negli Stati Uniti anche su Disney+.
In Italia, le prime due stagioni della serie sono andate in onda dall'11 gennaio 2018 sul canale satellitare Fox. Dalla terza stagione viene resa disponibile su Disney+.

## Accoglienza
La prima stagione della serie è stata stroncata da buona parte della critica americana. Su Rotten Tomatoes ha un indice di gradimento del 21% con un voto medio di 4,61 su 10 basato su 33 recensioni. Il commento del sito recita: "Uno strano miscuglio di leziosità e sincerità, di omaggio e satira, The Orville non riesce a decollare del tutto". Di converso, lo stesso sito riporta per la prima stagione un punteggio di gradimento da parte del pubblico del 94%. Per la seconda stagione, lo stesso sito Rotten Tomatoes ha visto la critica capovolgere la propria valutazione, che ha raggiunto un punteggio pari al 100%; similmente alla prima stagione, il gradimento del pubblico per la seconda stagione ha raggiunto il 94%.
Su Metacritic, la prima stagione ha ottenuto un punteggio di 36 su 100 basato su 20 recensioni.
Alcuni osservatori hanno notato che nonostante i pareri negativi degli addetti ai lavori, il grande pubblico sembra gradire la serie. In particolare, secondo il sito aggregatore di recensioni Metacritic, sebbene l'apprezzamento della critica per la prima stagione tocchi solo il 36%, quello da parte del pubblico è di circa l'82%.

## Riconoscimenti (parziale)
- Saturn Award
  - 2018 - Miglior serie televisiva di fantascienza
  - 2018 - Candidatura alla miglior attrice televisiva per Adrianne Palicki
  - 2018 - Candidatura al miglior attore televisivo per Seth MacFarlane
- International Film Music Critics Association
  - 2018 - Migliore serie televisiva originale[29]
- Make-Up Artists and Hair Stylists Guild
  - 2018 - Candidatura al miglior trucco[30]
- Primetime Emmy Awards
  - 2019 - Candidatura ai migliori effetti speciali a Luke McDonald, Tommy Tran, Kevin Lingenfelser, Nhat Phong Tran, Brooke Noska, Melissa DeLong, Brandon Fayette, Matt von Brock e Joseph Vincent Pike per l'episodio Identità, parte 2
- Young Artist Award
  - 2018 - Candidatura alla miglior interpretazione in una serie televisiva - Giovane attore ricorrente per Kai Wener
- Young Entertainer Awards
  - 2018 - Candidatura al miglior giovane attore ricorrente di 11 anni o meno - Serie televisive per Kai Werner